# John Storey (homme politique)
Pour les articles homonymes, voir John Storey.
John Storey, né le 15 mai 1869 à Huskisson et mort le 5 octobre 1921 à Darlinghurst, est un homme politique australien premier ministre de la Nouvelle-Galles du Sud du 13 avril 1920 au 5 octobre 1921.